# ديفيد نيلسون (ممثل بريطاني)
ديفيد نيلسون (بالإنجليزية: David Neilson)‏ هو ممثل بريطاني، ولد في 13 مارس 1949 في لوفبرا في المملكة المتحدة.

## وصلات خارجية
- ديفيد نيلسون على موقع IMDb (الإنجليزية)
- ديفيد نيلسون على موقع ميوزك برينز (الإنجليزية)
- ديفيد نيلسون على موقع قاعدة بيانات الفيلم (الإنجليزية)